# 池田よしたか
池田 よしたか（いけだ よしたか、1941年7月10日 - ）は、日本の美容家である。広島県出身。
職業訓練校理美容学苑の代表。厚生労働大臣指定校池田美容学校理事長。

## 人物

### 経歴
- 全日本大島会会長・大島満治に師事。
- 1971年、池田よしたか研究生・パリ研修ツアーを行う。
- 1972年～1982年、池田よしたか全国縦断カット教室を敢行。日本全国80箇所で行われる。
- 1983年、「台湾池田会」が発足。定期勉強会を台湾で1988年まで開催する。
- 1990年、静岡市銭座に「理美容学苑」学舎ビルが完成。
- 2002年、東京・原宿に学苑スタジオを設立。
- 2005年、静岡市葵区駿府町に池田美容学校設立。

## 著書
- 『池田ヨシタカ主義』 出版社 BB com
- 『こうすればスタッフは活きる　-人材育成35年の実績から-』美容かながわ新聞社